# Henrique Pinto

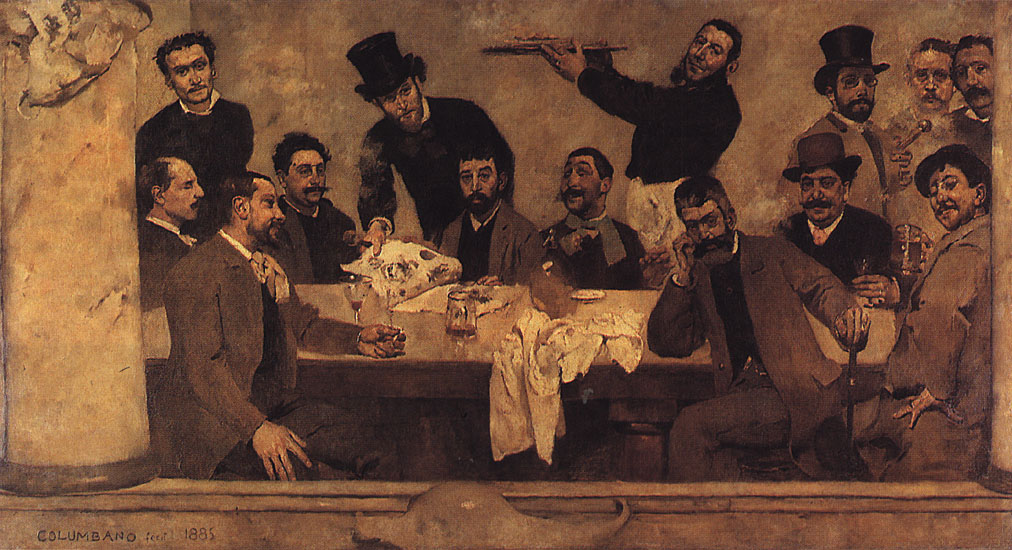
O Grupo do Leão, por Columbano Bordalo Pinheiro.

Manuel Henrique Pinto (Cacilhas, 1852 — Figueiró dos Vinhos, 1912), pintor do primeiro Naturalismo, integra desde a primeira hora o “Grupo do Leão”. Com Malhoa descobre o “Figueiró das cores”, com ele inicia a por alguém dita “odisseia rústica” que de “nacional” terá pouco, muito de figueiroense.
Cursou a Academia de Lisboa, onde foi discípulo de Joaquim Gregório Prieto (1833 – 1907), Tomás José da Anunciação (1818 – 1879) e José Simões de Almeida Júnior (1844 – 1926).

## Vida Artística
Expõe pela primeira vez na 10ª Exposição da Sociedade Promotora de Belas Artes (1874), três Paysagens tiradas da outra banda. E participa, como Malhoa, nos Concursos para Pensionista do Estado no Estrangeiro de 1874 e 1875 com os resultados conhecidos: a anulação dos mesmos. Enquanto o amigo, despeitado, se dedica a vender chapéus na loja do irmão, M. H. Pinto, parece, dedica-se ao restauro de pinturas antigas.
Voltará a expor nas três últimas da Promotora: 12ª (1880), 13ª (1884) e 14ª (1887). Medalha de 3ª Classe com distinção, em 1884, quando apresenta o seu quadro “Na Horta”.

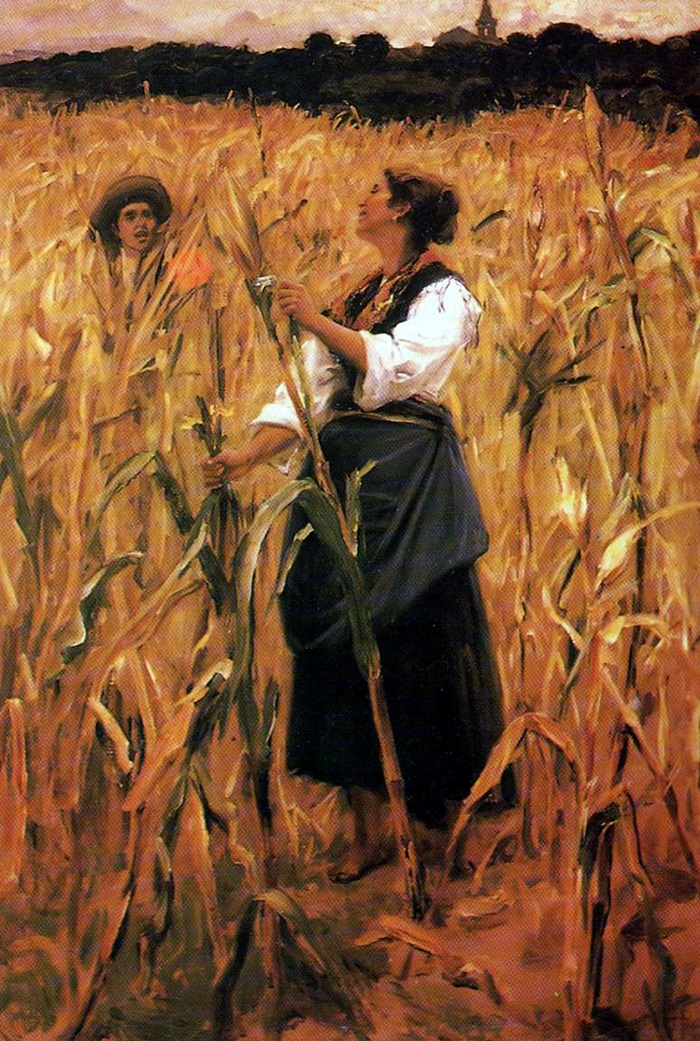
Entre o milharal (sem data). Óleo sobre tela de Henrique Pinto. Museu Carlos Costa Pinto, Salvador.

Pelos mesmos anos iniciam-se as Exposições de Quadros Modernos, do Grupo do Leão - “informal e sem estatutos”, regulares entre 1881 e 1888/89 data da 8ª e última. Henrique Pinto participa em todas elas, assiduidade só partilhada por Cristino, Malhoa, Silva Porto e Vaz.
É um dos retratados por Columbano no quadro para a cervejaria “O Grupo do Leão”(1885), MNAC, que regista os principais protagonistas. Lá encontramos Pinto, abancado à cabeceira da mesa, dando a direita a Malhoa e a esquerda a Vaz, os grandes amigos das jornadas “ar-livristas” e cuja relação nunca se perderá. Da mesma altura e para o mesmo fim, é o painel de “Azulejos Fingidos” onde Rafael Bordalo Pinheiro caricatura os personagens anteriores. Henrique Pinto aparece, tal como o nome indica, transmutado em jovem galináceo, no topo da composição piramidal.
Participa na Exposição Industrial de 1888, com “Paizagem no Alentejo” além de mais três quadrinhos de Portalegre. Recebe então a Medalha de Cobre.
Na década seguinte, Henrique Pinto, já em Tomar, será um dos Sócios Fundadores Correspondentes do novo Grémio Artístico presidido por Silva Porto.
Participa em oito das nove Exposições organizadas pelo Grémio entre 1891 e 1899, está ausente somente na 3ª. O seu “Adormecido”(1891) recebe uma Terceira Medalha na 2ª do Grémio (1892), a primeira onde são atribuídos prémios.
São deste período telas como “A Caça aos Taralhões”, adquirido pelo Rei D. Carlos logo em 1891, e mais tarde enviada à Exposição Internacional de Berlim (1896), “A Caça aos Grilos”(1891), “Preparativos para a Caça”, “Uma Teima”(1894), MJM  - hoje sob o nome de "Perrice", “As Melancias”, “À Porta do Convento”, MJM, “Uma Manhã de Figos”, “As Formigas no Mel”, na maioria quadros de género pintados por terras de Figueiró a par e com correspondência clara com outras tantas telas de Malhoa.
À Exposição Universal de Paris (1900) envia “A Ceia”, Menção Honrosa, quadro desaparecido, como muitas outras obras nacionais, em naufrágio na viagem de regresso.

## No novo Século
Na viragem do Século, aparece como Sócio Fundador Correspondente da Sociedade Nacional de Belas Artes, de que Malhoa é o primeiro presidente. Estará presente em todas as Exposições por ela organizadas até à data da morte.
Segunda Medalha na 3ª da SNBA (1903), com “Dar de Comer aos que Têm Fome”(1902), MNAC – depois conhecido como “O Almoço”.
De novo galardoado na mostra seguinte com uma Segunda Medalha (1904), ano em que não são conferidos prémios mais elevados, quando apresenta “As Velhas (do Café)”, “Limpando o Milho”(1903), “Chuchadeira”, “Recolhendo à Aldeia”(1903), “O Pífaro Novo”(1903), e “Pescadores do Nabão”(1903).
“A Chegada da Feira”, “À Lareira (provando a panela)” – adquirida por D. Carlos e hoje no Palácio de Vila Viçosa, “Esfolhando o Milho”(1907), “Botando Contas”, são ainda outras das obras significativas da primeira década de novecentos, quase sempre retratando motivos figueiroenses, muitas vezes com reciprocidade em telas do Malhoa.
Na Exposição Nacional no Rio de Janeiro (1908), onde envia alguns dos trabalhos anteriores: “Limpando o Milho” – agora intitulado “Na Eira”, “O Pífaro Novo”, “Uma Manhã de Figos”, “Quelhão”(1897) “As Amoras”(1905), “À Porta da Taberna”, “Dar de Comer aos que Têm Fome”, “A Ceia dos Porcos”(1904) – nova versão da tela de Paris, e “Uma Boa Mãe” – novo título da “Chuchadeira”, recebe então a Medalha de Ouro.
Estas duas últimas estarão ainda em 'Madrid (1912) onde, rezam as crónicas, farão algum sucesso.

## Uma carreira no Ensino
A par da carreira como pintor, Manuel Henrique Pinto abraça a vida de professor do então novo Ensino Industrial, como alguns dos seus amigos do Leão – João Vaz em Xabregas, Cipriano Martins em Tomar, Ribeiro Cristino em Leiria. Pinto é nomeado, em 1884, Professor de uma das cadeiras de desenho industrial creadas por decreto, indo para Portalegre organizar a abertura da Escola de Desenho Industrial Fradesso da Silveira, da qual será Director. Pelo ano de 1888 transfere-se para Tomar, mais pertinho de Figueiró, onde irá ocupar durante mais de duas décadas o lugar de Professor e Director da Escola Jacôme Ratton, antes a cargo do malogrado amigo Cipriano Martins. Depois da implantação da República, vem para Lisboa para a Escola Marquês de Pombal, e no ano seguinte será nomeado Director, não chegando a tomar posse do cargo.
Morre no fim das férias, a 26 de Setembro de 1912, na Quinta das Lameiras, em Figueiró dos Vinhos. Por iniciativa de Malhoa, é então fundido em bronze o seu busto, moldado anos antes (1892) por Josef Füller, também professor em Tomar, e colocado sobre a sua campa, ao arrepio da orientação geral do cemitério, “olhando a vila, que ele tanto amava”.
No ano seguinte, na 10ª Exposição da SNBA, perto de duas dezenas de quadros seus são de novo mostrados, “sendo destinado um lugar especial aos trabalhos do saudoso amigo”, conforme palavras sentidas de João Vaz.